# Арношт Пардубице
Арношт Пардубице (25 березня 1297, Пардубице — 30 червня 1364) — перший архієпископ Празький.

## Життєпис
Був сином Арношта Ґостине, місцевого бургграфа. Навчався з 1305 до 1310 року у приходській школі госпітальєрів Святого Іоанна. Слідом за цим навчався у бенедиктинському монастирі у м. Броумов. Згодом навчався у Празі, а після того у 1315 році поїхав до Італії, де вивчав право в університетах Болоньї та Падуї. отримавши звання ліценціата канонічного права. Тут Арношт познайомився з Карлом Люксембургом, майбутнім імператором Карлом IV. Тоді ж відвідав папській двір в Авіньйоні.
По поверненню у 1339 році до Праги Арношт висвячується на священника. Він служив каноніком у кафедральному соборі Святого Віта, де у 1340 році був призначений деканом собору. Цю посаду він обіймав до 1343 року, коли помер єпископ Ян IV. Того ж року Арношт Пардубице стає новим Празьким єпископом. Ще раніше, у 1342 році, виконував обов'язки королівського посланця при папському дворі в Авіньйоні. Незабаром він став спонукати Карла IV Люксембурга клопотати у папи римського заснуватиу Празі архієпископство. Після року спільної роботи з просування цієї ідеї 30 квітня 1344 року Климентом VI було засновано архієпископство, а Арношт став першим Празьким архієпископом. Він того ж року заснував єпископства Оломуцьке й Літомишльське. У тому ж році в присутності короля Яна Люксембурзького і його сина Карл IV Арношт Пардубице освятив наріжний камінь для майбутнього собору Святого Віта, Вацлава і Войтеха.
Після того, як у 1347 році Карл IV Люксембург стає королем Богемії Арношт усіляко допомагає йому. Водночас у 1349 році запроваджує провінційний статут (Арноштів статут), який регулював становище церкви у королівстві. Значно підтримував августинський рух. Інші собори відбулися у 1353, 1355, 1361 і 1362 роках. За його ініціативи у 1350 році засновано монастирі Клодзко, Яромержі, Рокіцанах. Водночас багато зробив для збільшення церковних володінь й статків. У 1348 стає засновником університету у Празі, водночас обирається його канцлером.
Виконував також дипломатичні доручення короля в Італії — при папському дворі у 1350 році. У 1348 році супроводжував Карла IV в Пассау, в Бранденбурзі і в сейм в Нюрнберзі, 1353 і 1357 років у Відні, 1355 — до коронації в Римі і 1356 — до Бреслау. У 1358 році виконував дипломатичне доручення до великого князя Литовського Ольгерда. У 1361 році хрестив майбутнього короля й імператора Вацлава IV. Помер 30 червня 1364 року.

## Меценатство
Сприяв розвитку культури, мистецтва у Богемському королівстві. Виділяв значні кошти художникам, скульпторам. За його ініціативи розпочалася робота з подовження написання історії держави, яку починав Франциск Празький. у 1363 році було випущено збірку секвенцій та гімнів на релігійну тематику, вони призначалися для літургій, славили святих.